# Port lotniczy Cincinnati-Northern Kentucky
Port lotniczy Cincinnati-Northern Kentucky (IATA: CVG, ICAO: KCVG) – międzynarodowe lotnisko położone 21 km na południowy zachód od centrum Cincinnati, na terenie miejscowości Hebron, na północnym skraju stanu Kentucky, w Stanach Zjednoczonych. Kody lotniska biorą się od nazwy największego miasta w pobliżu w tym stanie za czasu utworzenia portu w 1947, Covington (Kentucky), położonego naprzeciwko Cincinnati wskroś rzeki Ohio, natomiast zarządca portu utrzymuje, że znaczy "Cincinnati Very Good".
Port lotniczy posiada 3 równoległe betonowe lub asfaltobetonowe drogi startowe na kierunku północ-południe umożliwiające jednoczesne operacje lotnicze na trzech pasach, nawet przyjmowanie 3 strumieni samolotów jednocześnie. Istnieje także długi pas na kierunku wschód-zachód. Port wykonuje ponad pół miliona operacji lotniczych w jednym roku. Jest to drugi węzeł lotniczy Delta Airlines po Atlancie i główny węzeł Comair. Oferuje bezpośrednie połączenia do miast Europy: Frankfurt nad Menem, Londyn (Gatwick), Paryż (CDG) i Rzym (Fiumicino, sezonowe). Inne międzynarodowe połączenia to kurort Cancún w Meksyku i Toronto (Pearson) w Kanadzie.
Jest to również znaczące centrum przewozów towarowych wykorzystane dla wielkich hurtowni skupionych przy autostradzie międzystanowej nr 275 (obwodnicy Cincinnati) w okolicach portu i montowni samochodów Toyota w Kentucky.
Port lotniczy dla komunikacyjnych potrzeb miasta Cincinnati zdecydowano się przenieść tu po wielkich powodziach w latach 30., które zatopiły nadrzeczny port lotniczy Cincinnati-Lunken, położony na wschód od centrum miasta, i który obecnie jest wykorzystywany dla potrzeb lotnictwa ogólnego (szczególnie przez korporacje), posiadając trzy drogi startowe, w tym jedną z o wymiarach 1860 × 46 metrów, ostatnio w stanie przyjąć i odprawić większość samolotów pasażerskich w ruchu krajowym USA.